# Krigsråd
Krigsråd är dels en äldre svensk ämbetsmannatitel, dels en krigskonselj. 
Krigsrådstiteln användes för vissa fasta ämbeten eller ämbetsverk i den högsta militära förvaltningen. I Sverige kom termen in i denna betydelse 1538 med Conrad von Pyhy, som bland annat innehade posten som överste krigsråd, och vid hans sida för Sten Eriksson Leijonhufvud titeln. Deras uppgift var krigsväsendets allmänna ledning, men den blev inte närmare reglerad, och hela ämbetet försvann åter med Pyhys fall. 
Under 1620-talet återkom beteckningen krigsråd som namn på ett blivande kollegium för härens förvaltning, och i denna betydelse ingår den i 1634 års regeringsform, men undanträngs snart av Krigskollegium. Sedan blir krigsråd titel för vissa civila ledamöter i detta kollegium; i 1719 års regeringsform, som kallar också hela ämbetsverket "krigsrådet", efter 1634 års mönster, omtalas två krigsråd, som skulle vara vana vid räkenskaperna. När Krigskollegiet ombildades till Arméförvaltningen, behölls titeln krigsråd för de tre civila byråcheferna.
Krigsråd har också använts i betydelsen krigskonselj. Den församling av högre befälhavare, som en armés eller en självständigt uppträdande truppavdelnings befälhavare, vanligen då han råkat i en farlig belägenhet, sammankallar för att hämta råd af sina underlydande. Enligt 15 § i 1809 års regeringsform ägde cheferna för Lant- och Sjöförsvarsdepartementen att, om de fann några av konungen beslutna militära företag vara av en vådlig riktning eller grundade på otillräckliga medel, tillstyrka konungen att kalla två eller flera högre militära ämbetsmän till ett krigsråd. Det stod konungen fritt att sammankalla eller inte sammankalla ett sådant. Om han låtit sammankalla det, var han bunden av dess mening, men krigsrådets tankar skulle föras till protokoll.